# Ruine Alt-Ramschwag
Die Ruine Alt-Ramschwag ist eine Burgruine im westlichen Teil der Gemeinde Häggenschwil auf dem Gebiet des Schweizer Kantons St. Gallen.

## Etymologie
Unterhalb der Ruine befindet sich eine «Wâg» des Sitterlaufes. Im Mittelalter verstand man unter diesem Begriff stehendes, tiefes Wasser. Es könnte sich allerdings auch um ein Weiher- oder tümpelartiges Wasserloch auf der Anhöhe östlich der Burg handeln.
Der St. Galler Burgenforscher Gottlieb Felder führt drei Theorien zur Bedeutung der ersten Silbe an.
- Auf Karten aus früheren Jahrhunderten wurde die Alt-Ramschwag auch Rabenstein genannt. Ramschwag würde dieser Deutung zufolge aus den Wörtern Rammis (Rabe) und Wâg (stehendes, tiefes Wasser) bestehen. Dieser Theorie zufolge kommt der Name also vom romantisch anmutenden Anblick der von Raben umkreisen Burg.
- Das «Ram» könnte auch auf das mitteldeutsche Wort «hramsa» (Bärlauch) hinweisen, der hier früher möglicherweise wuchs.
- Die «Wâg» könnte auch nach einem Mann benannt worden sein, in dessen Namen als erster oder zweiter Bestandteil der Name des dem Odin heiligen Raben (Rammis) steckt. In diesem Fall könnte es sich um die Wâg des Rambert, Bertram oder Wolfram handeln.[1][2]

## Lage
Die Alt-Ramschwag wurde auf einem Plateau oberhalb der Sitter gebaut. Aus südöstlicher Richtung ist die Burg durch eine steile Felswand vor einem Sturmangriff geschützt. Auch die nördliche Seite ist durch ein tiefes Töbelchen sturmfrei. Die östliche Seite wird durch einen Halsgraben geschützt, der sich vom Töbelchen bis zur Felswand zieht.

## Geschichte

### Erbauung
Zur Entstehung der Burg führt Gottlieb Felder folgende Theorie an: Oberhalb der Burg befindet sich der Weiler Kollerberg, der einst Sattelberg hiess. Dem Grimmschen Wörterbuch zufolge bedeutet Sattelberg dasselbe wie Sedelberg und bezeichnet einen abgabe- und dienstfreien Landsitz, eigentlich aber einen Wohnsitz eines freien, schöffenbaren Mannes. Als die Zeitumstände es nun erforderten, oder es für einen vermögenden Mann standesgemäss wurde eine Burg zu besitzen, suchte er einen geeigneten Bauplatz und fand an der heutigen Position der Alt-Ramschwag eine ideale Lage vor. Der vermögende Sattelberger, nun Burgherr geworden, hätte sich dann den Namen «von Ramswag» gegeben. Aus diesem könnte dann wiederum das Adels- und Rittergeschlecht der Herren von Ramschwag hervorgegangen sein.
Architektonische Merkmale wie beispielsweise der einfache Kantenschlag weisen auf eine Erbauung der Burg kurz nach 1200 n. Chr. hin. Dafür spricht auch die Anfügung der Ringmauer, welche im gleichen Arbeitsgang aufgeführt worden ist. Andere Quellen schätzen die Zeit der Errichtung der Burg zwischen den Jahren 926 und 1150. Im Jahr 1176 erscheint in einer Konstanzer Urkunde zum ersten Mal ein Ulrich de Rammiswag. Die erste urkundliche Erwähnung der Burg fällt in das Jahr 1370, als Rudolf von Rosenberg-Zuckenriet die Burg durch Heirat erhielt.

### Mittelalter und Frühe Neuzeit

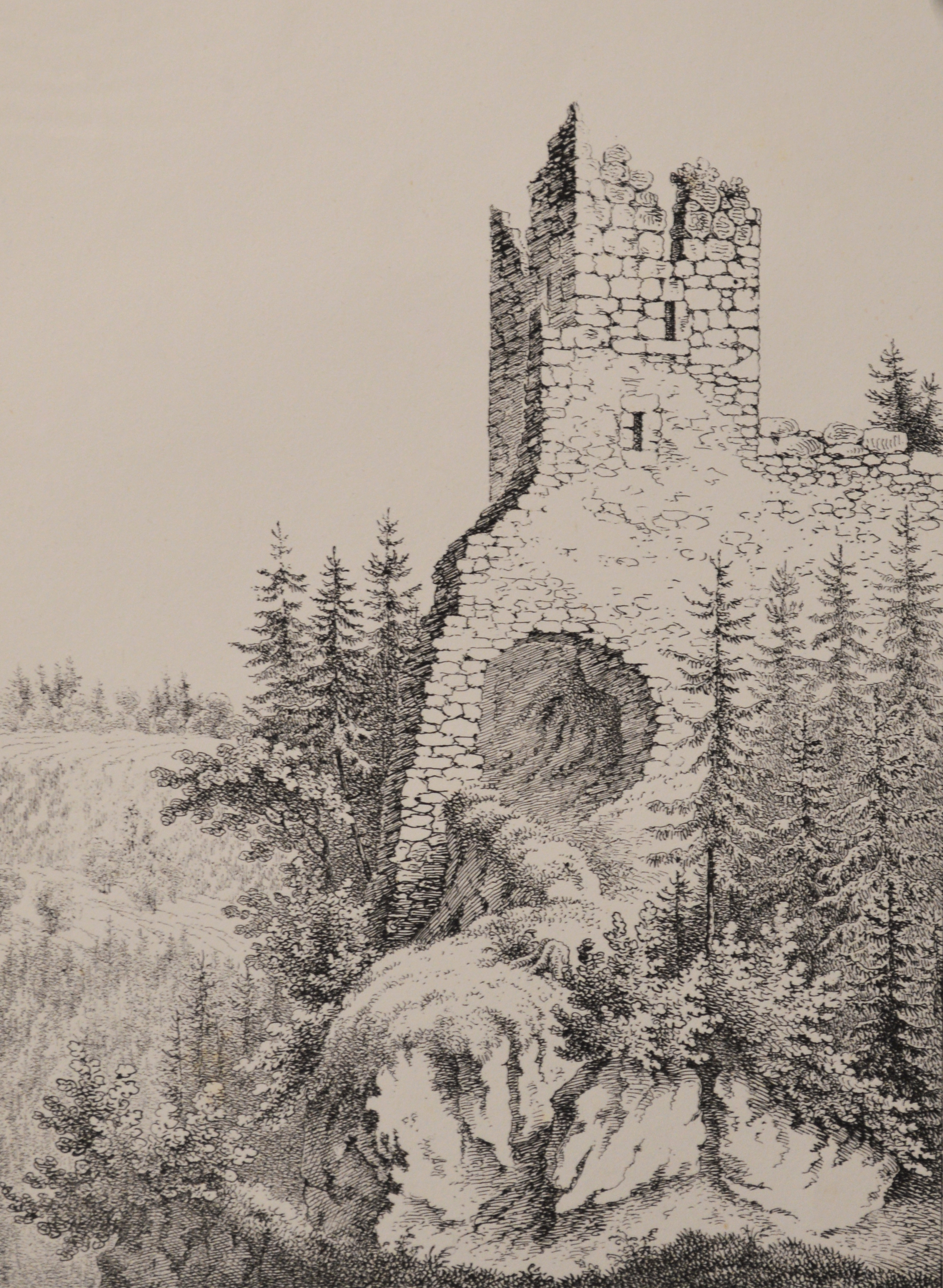
Ruine Alt-Ramschwag Lithografie 1840

Die Besitzer der Burg waren Dienstleute der Äbte von St. Gallen. Es ist davon auszugehen, dass sich die Ramschwager eine Rodungsherrschaft errichteten. Dies dürfte bereits im 12. Jahrhundert geschehen sein. Durch Heirat gelangte die Burg 1370 in die Hand Rudolfs von Rosenberg-Zuckenriet, der 1398 das Bürgerrecht der Stadt St. Gallen erwarb. Zu dieser Zeit befanden sich das Land Appenzell und die Stadt St. Gallen mit der Abtei St. Gallen und Österreich im Krieg. Durch seine neutrale Haltung konnte Rudolf von Rosenberg-Zuckenriet seinen Besitz und somit auch die Alt-Ramschwag vor Zerstörung schonen. Seine Verwandten Heinrich Walter und Eberhard von Ramschwag waren dagegen bei allen Auseinandersetzungen auf der äbtischen Seite beteiligt.

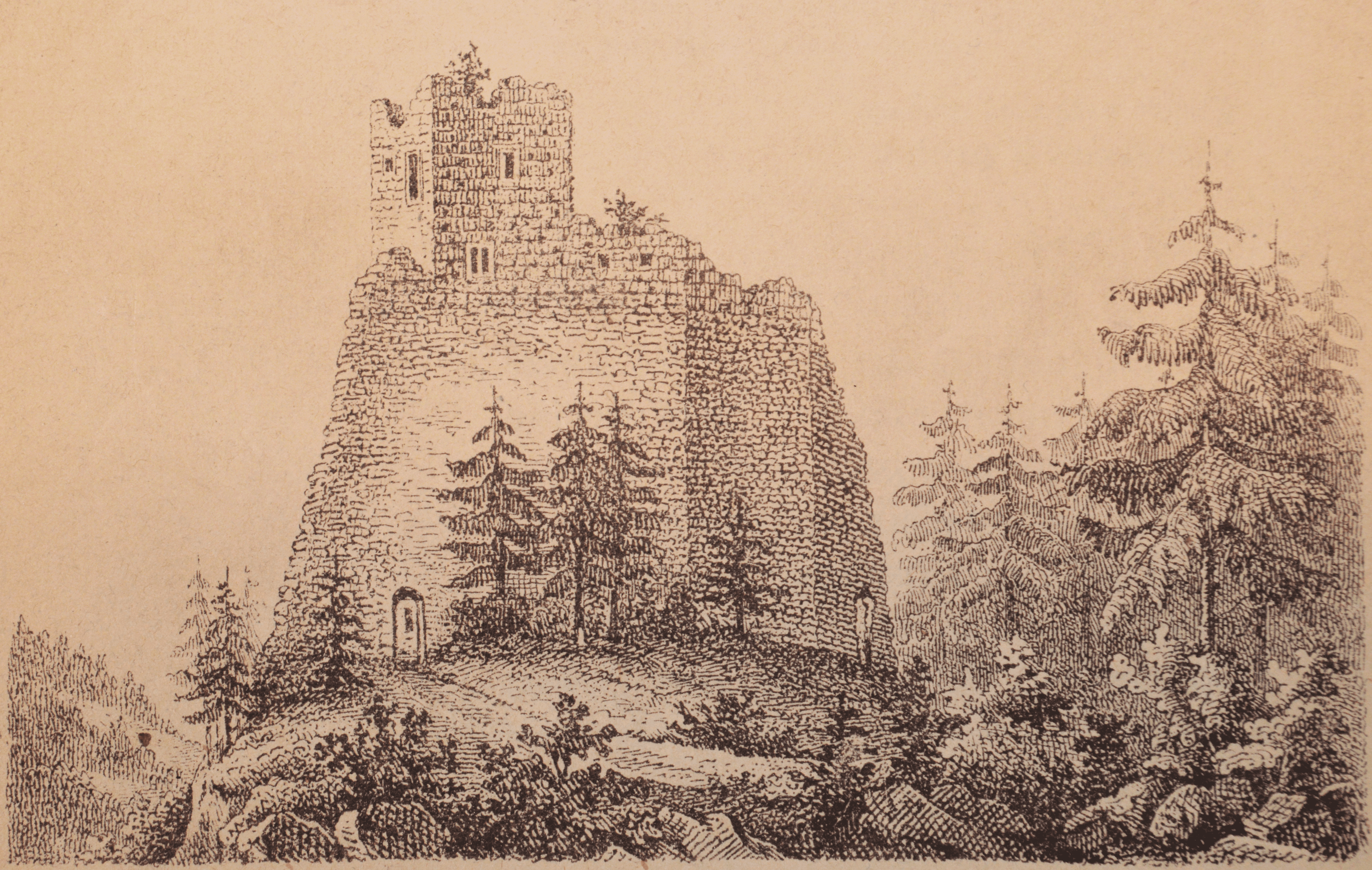
Ruine Alt-Ramschwag um 1871

Im Jahr 1427 verkaufte Rudolf von Rosenberg-Zuckenriet die Burg an Ulrich und Burkard von Helmsdorf, süddeutsche Adelige, welche im Thurgau grossen Besitz hatten. Die Burg blieb bis 1490 in Helmensdorfer Besitz. Gegen Ende des 15. Jahrhunderts litt die Burg unter Erdrutschen. Die Feste war von nun an nur noch unter Gefahren bewohnbar und erfüllte ihren ursprünglichen Zweck nicht mehr. Sie wurde deshalb mit anderen Gütern an den Bauern Hans Rudolf Koller verkauft. Er verkaufte alles demontierbare Material wie zum Beispiel das Holzwerk, womit die Obergaden und die übrigen hölzernen Aufbauten gemeint sind.

### Sicherung durch den Schweizerischen Burgenverein
Die Burg, die zwischenzeitlich zur Ruine zerfallen ist, wurde unter anderem durch einen Riss über dem Torbogen, sowie der Drohung des Besitzers «den Turm in die Sitter hinunterzusprengen» gefährdet. So wurde sie schliesslich durch den Architekten Müller aus Häggenschwil und Baumeister Thaler aus Waldkirch gekauft. Beide waren Mitglied im Schweizerischen Burgenverein. Sie gaben die Arbeiten zur Sicherung der Ruine in Auftrag. Sie erhielten dabei Unterstützung vom Schweizerischen Burgenverein. Bei der Grabung nach Steinen zur Ausbesserung der schadhaften Mauern kamen Fundamente von bis anhin völlig unbekannten Gebäuden zum Vorschein. Es handelte sich dabei um Wohn- und Ökonomiebauten. Während den Arbeiten wurden Steinkugeln, Pfeilspitzen, Beschläge, Ofenkacheln, Gefässscherben und Tierknochen gefunden. Die Ausgrabungs- und Konservierungsarbeiten dauerten von 1930 bis 1932 an.
Die Renovierung der Burg kostete annähernd 20'000 Franken. Teuerungsbereinigt entspricht das (Stand 2017) einer Summe von insgesamt rund 130'000 Franken. Einen Beitrag von 6'000 dazu leistete der «Näfen-Burgfonds» von alt Ständerat und Regierungsrat Näf. Ferner spendeten drei Privatpersonen 4'000 Franken. Der Bund beteiligte sich mit einem Beitrag von 2'000 Franken. Wie der restliche Betrag aufgebracht wurde, ist nicht bekannt. Eine Beteiligung des Kantons St. Gallen ist allerdings möglich, da auf dem wiederhergestellten Tor eine Gedenktafel mit folgender Aufschrift angebracht wurde: «MCMXXXII mit Hilfe von Bund, Kanton, Historischem Verein und Privaten vor weiterem Zerfalle bewahrt und unter Bundesschutz gestellt».

### Kauf durch die Gemeinde Häggenschwil
Per 26. März 2013 verkaufte die Bauunternehmerfamilie Thaler die Ruine mit 6000 m2 Wald für 35'000 Franken an die Gemeinde Häggenschwil.

### Sanierung 2022
Durch einen Stein der sich von der Mauer löste und herunterfiel wurde festgestellt, dass die Sicherheit von Besuchern nicht mehr gewährleistet werden konnte. Die Gemeinde Häggenschwil entschied sich deshalb, umfangreiche Sanierungsarbeiten in Auftrag zu geben. Die Arbeiten dauerten von Mitte März 2022 bis Mitte November 2022 und kosteten 665'000 Franken, wovon der Bund und der Kanton St. Gallen 370'000 Franken übernahmen. 130'000 Franken konnten durch Spenden, unter anderem durch ein Crowdfunding, finanziert werden. Die restlichen Kosten von 165'000 Franken wurden von der Gemeinde Häggenschwil übernommen.

### Aussichtsplattform
Zur Erhöhung der Attraktivität für Besucher wurde im Frühjahr 2024 im Turm eine Spindeltreppe mit angeschlossener Aussichtsplattform errichtet. Von den Gesamtkosten in der Höhe von 150'000 Franken wurden rund 90'000 Franken durch Spenden gedeckt. Zudem wurde eine Informationstafel der  Kantonsarchäologie St. Gallen angebracht, auf der unter anderem eine Rekonstruktionszeichnung der Ramschwag zu sehen ist.

## Beschreibung

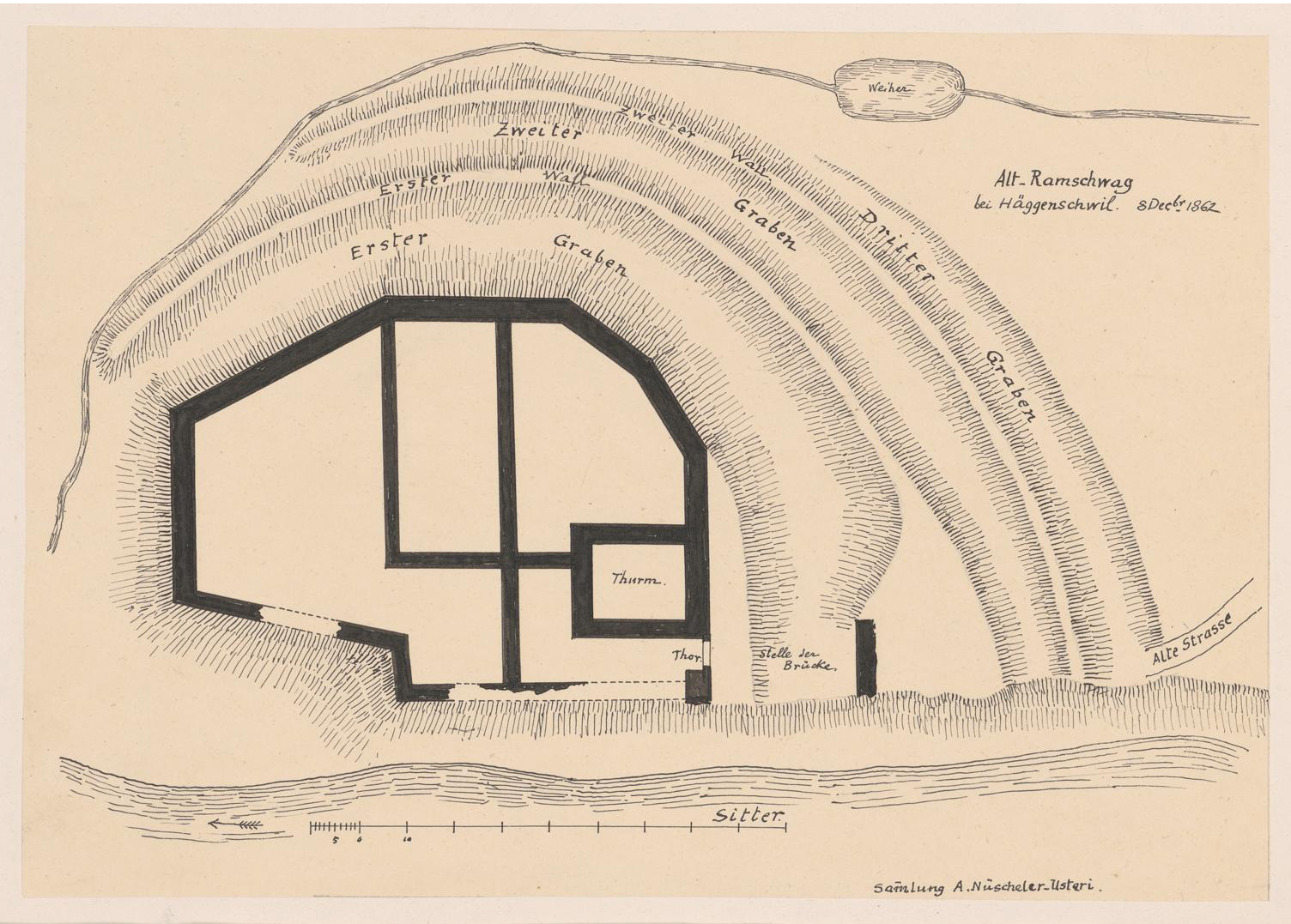
Grundriss Ruine Alt-Ramschwag 1862

Der Zutritt zur Burg erfolgte über eine Zugbrücke, die sich über den Graben im Osten der Burg spannte. Ursprünglich existierten noch zwei weitere Gräben, die heute allerdings nicht mehr sichtbar sind. Die Mauer wurde aus Steinen aus der nahen Sitter erbaut. Die Flächen waren einst mit einem Fugenstrichmörtel steinsichtig verputzt. Der Bergfried konnte über die Nordwand durch einen Hocheingang mit sandsteinernem Rundbogen, der auf einer Höhe von etwa 8 Metern noch heute zu sehen ist betreten werden. Auf der gleichen Höhe befindet sich ein ehemals gekoppeltes Rundbogenfensterchen mit Sandsteingewände. Darunter liegen Luftschlitze, welche mit horizontalen Sandsteinplatten abgedeckt wurden.
An der Seite des Bergfrieds war einst das Tor, dass zum Burghof führte. Noch kann die Burg durch das Tor betreten werden, die Zugbrücke dagegen ist nicht erhalten. Auf der gegenüberliegen Seite des Burggrabens können noch Überreste der einstigen Widerlager gefunden werden.
Der Burghof war von allen Seiten durch eine Ringmauer geschützt, die heute zum Teil in die Sitter abgestürzt ist. Gegen Osten hin ist die Burg durch eine rund 10 Meter hohe Schildmauer geschützt. Heute lassen sich noch Fundamentmauern von Wohn- oder Ökonomiegebäuden feststellen.

## Bildergalerie

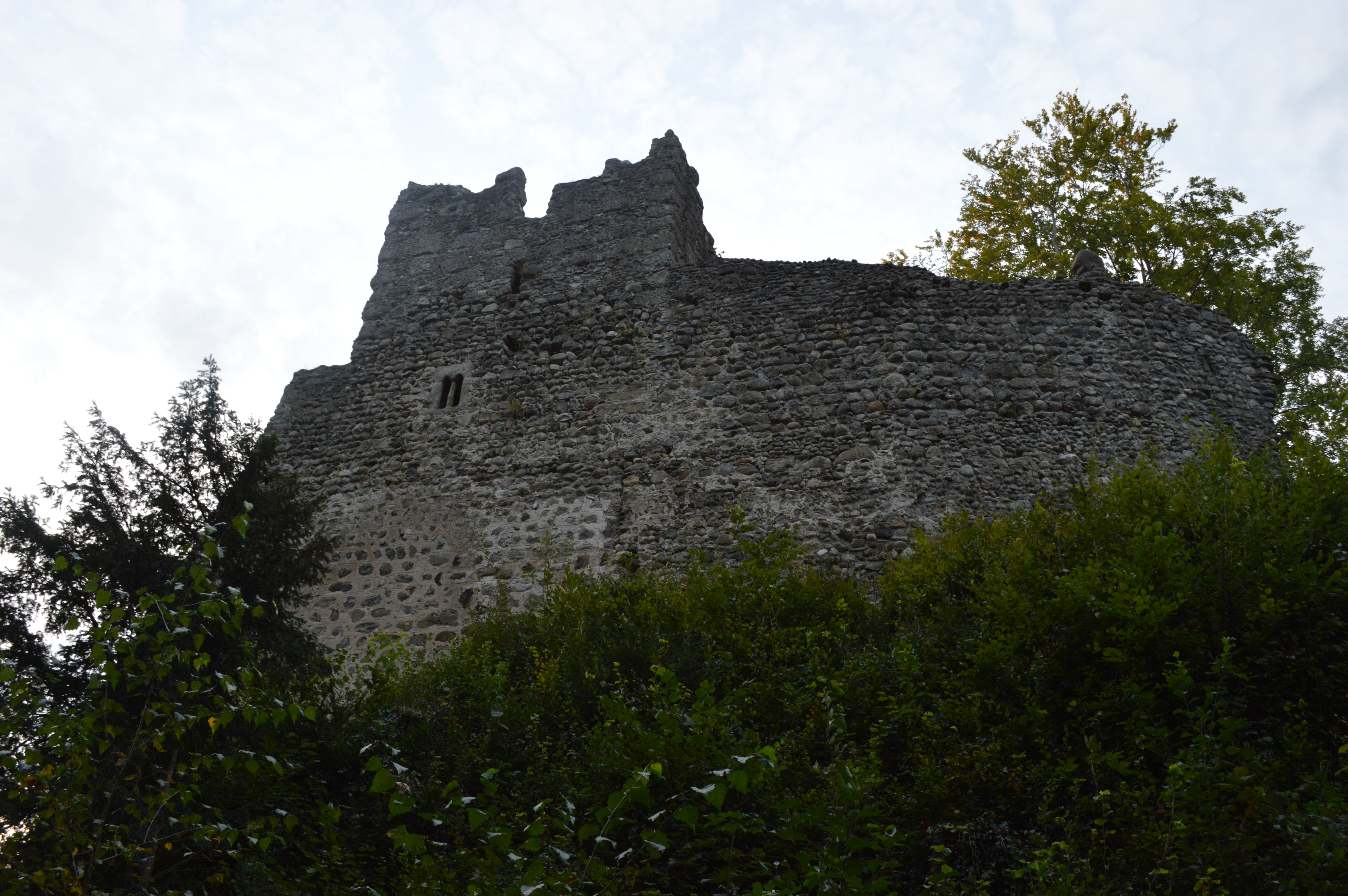
Aussenansicht des Bergfrieds und der Schildmauer der Ruine Alt-Ramschwag
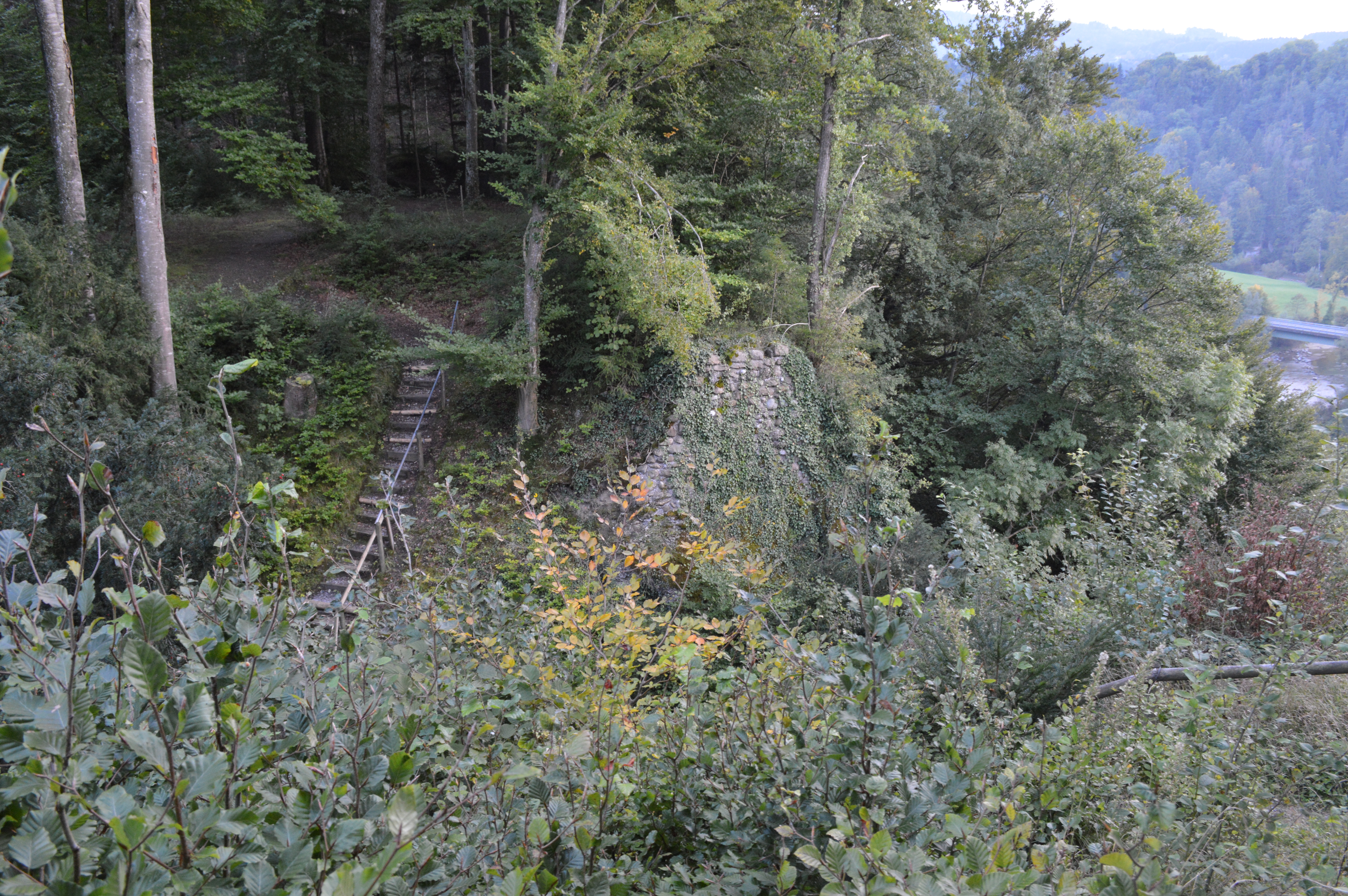
Zugang zur Ruine Alt-Ramschwag mit Mauerresten
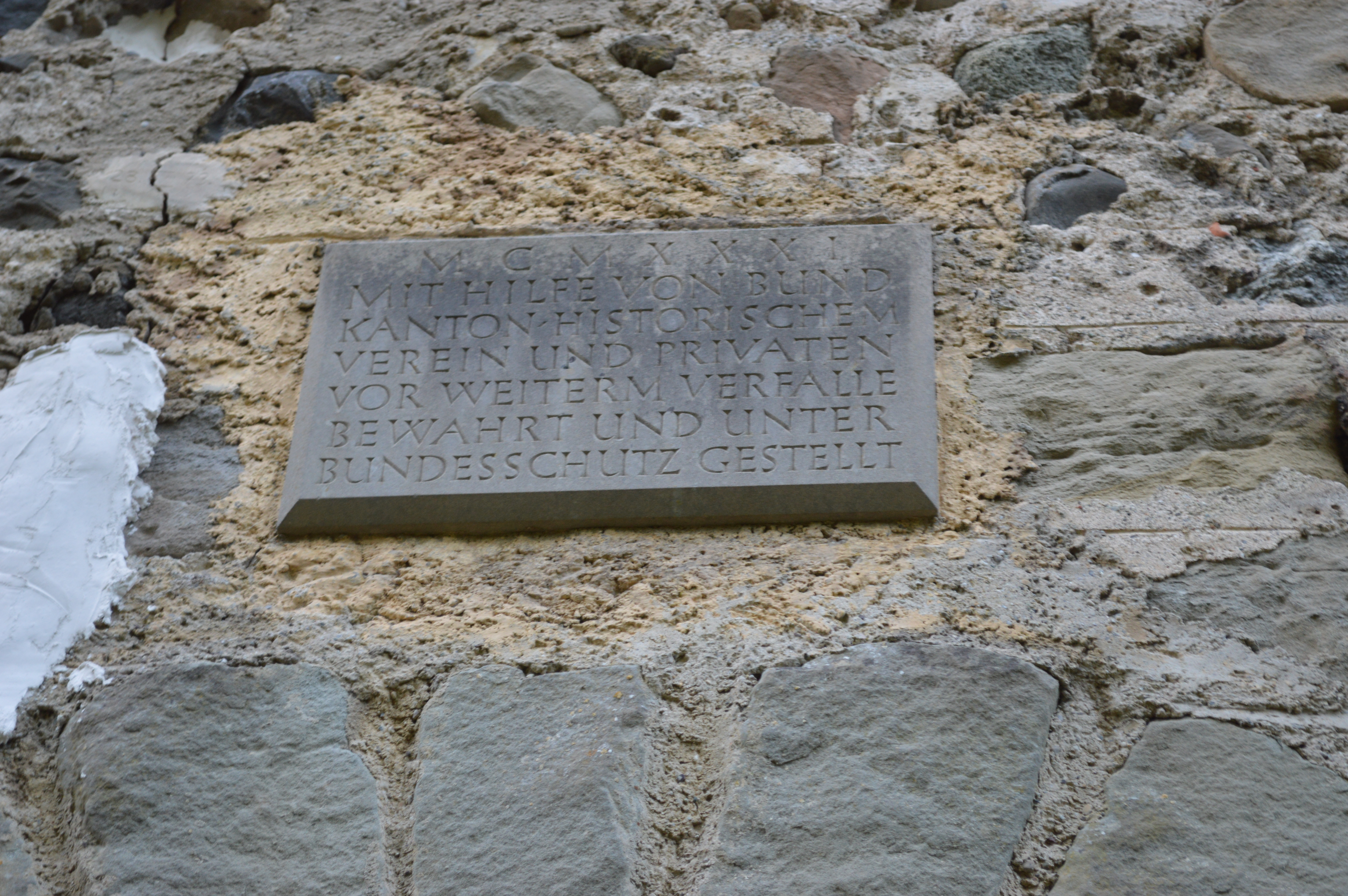
Gedenktafel anlässlich der Sicherung der Ruine Alt-Ramschwag
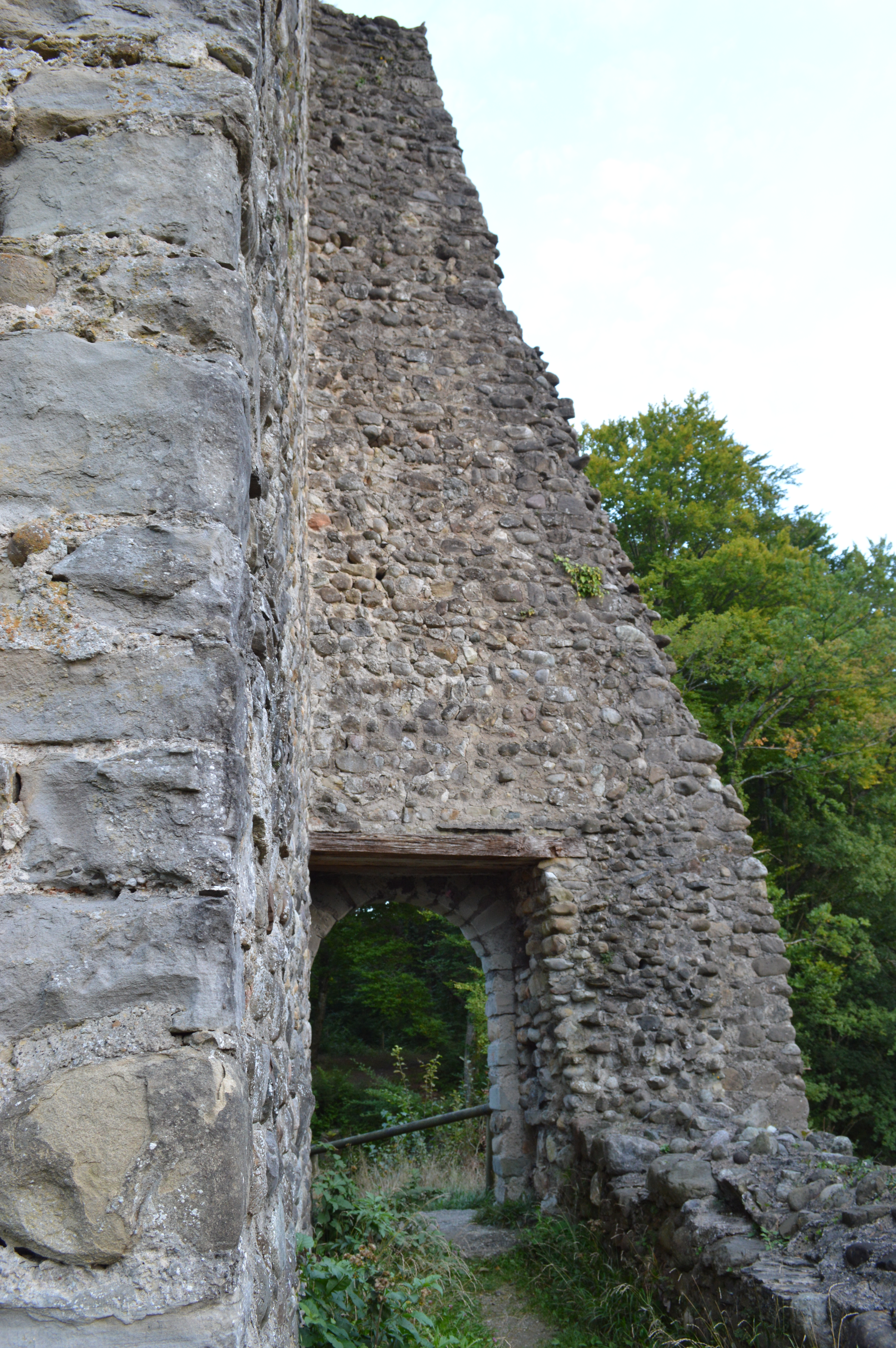
Eingang der Ruine Alt-Ramschwag
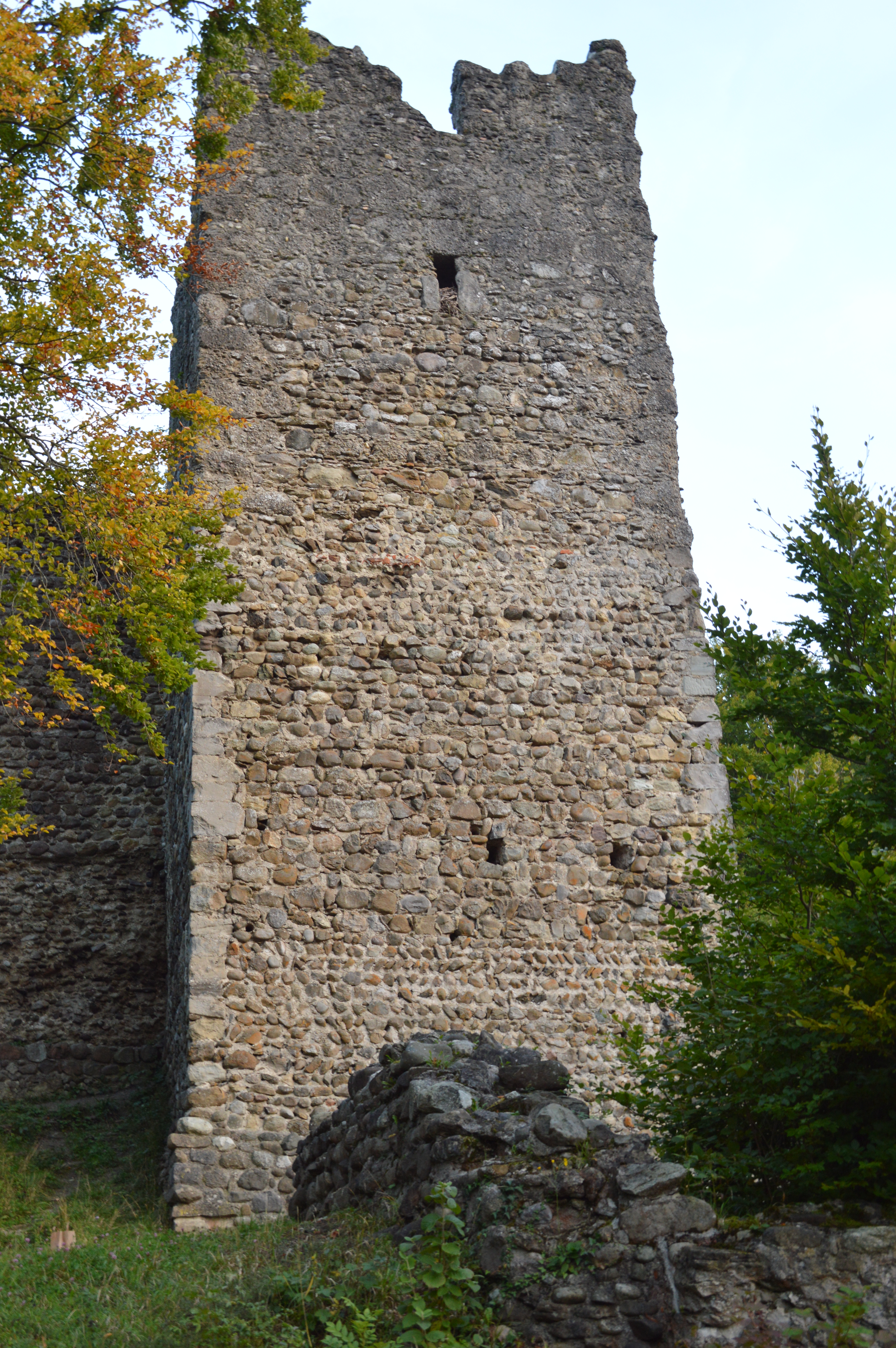
Bergfried der Ruine Alt-Ramschwag
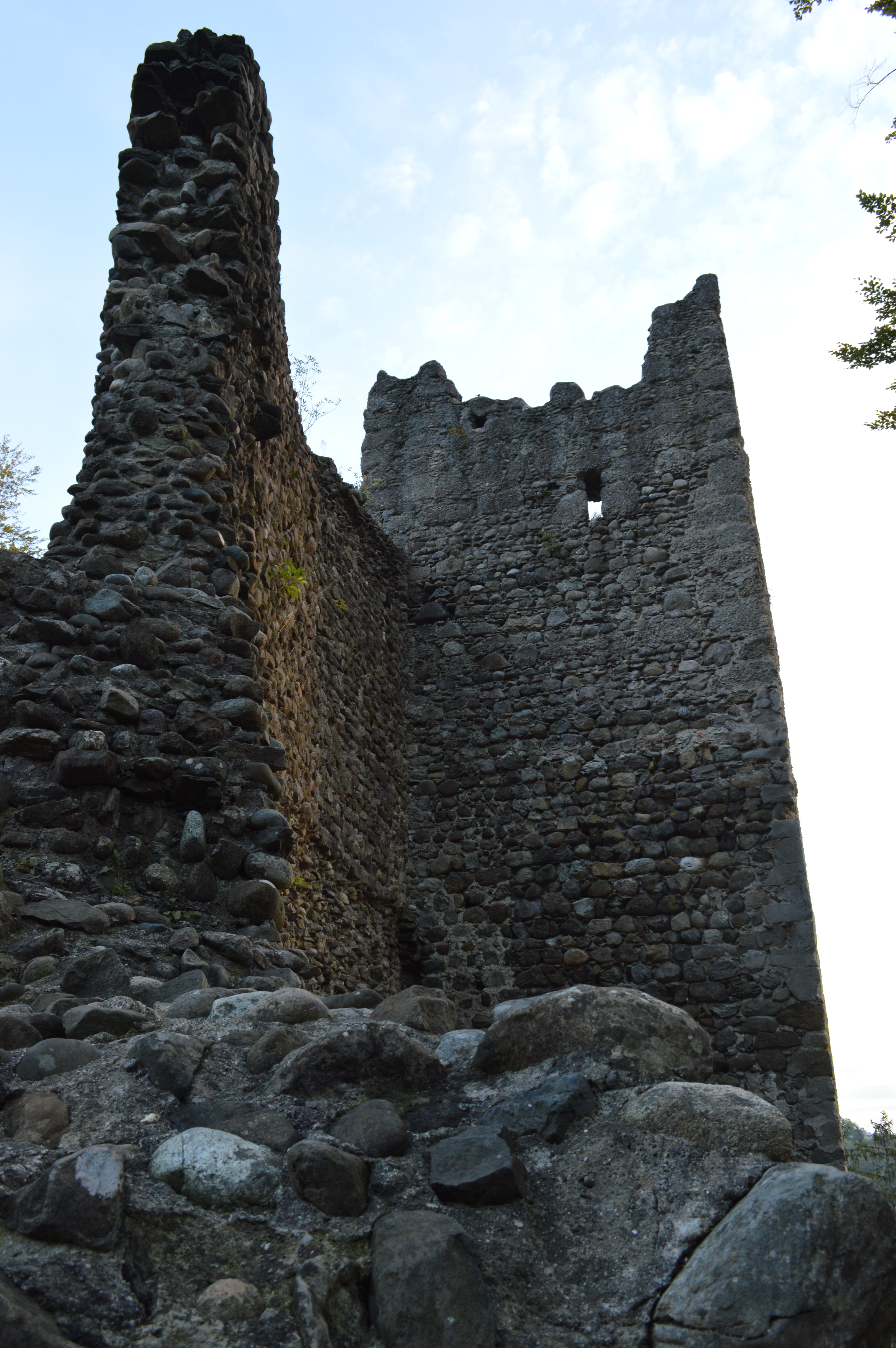
Schildmauer mit Bergfried der Ruine Alt-Ramschwag
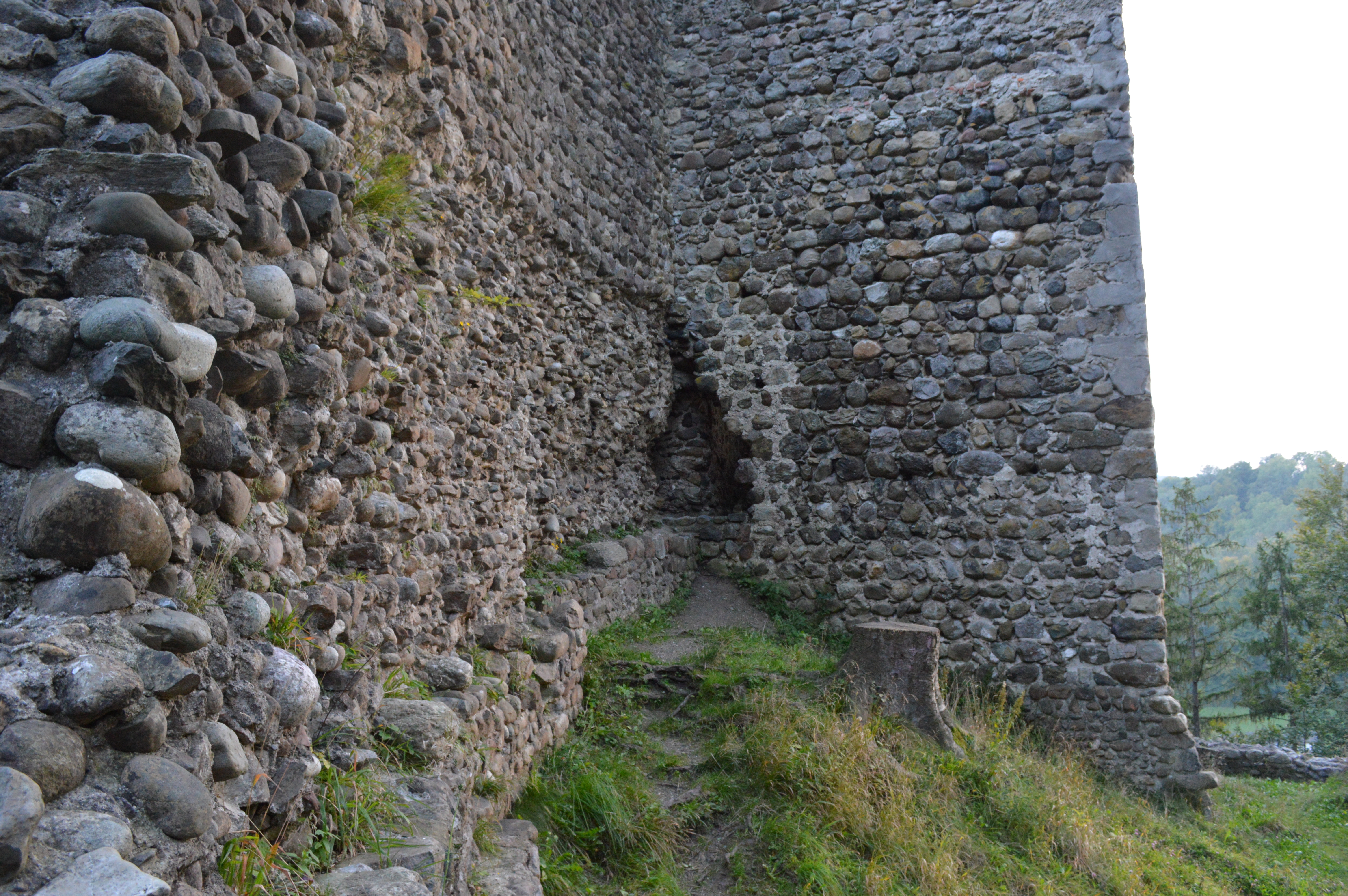
Loch im Bergfried der Ruine Alt-Ramschwag
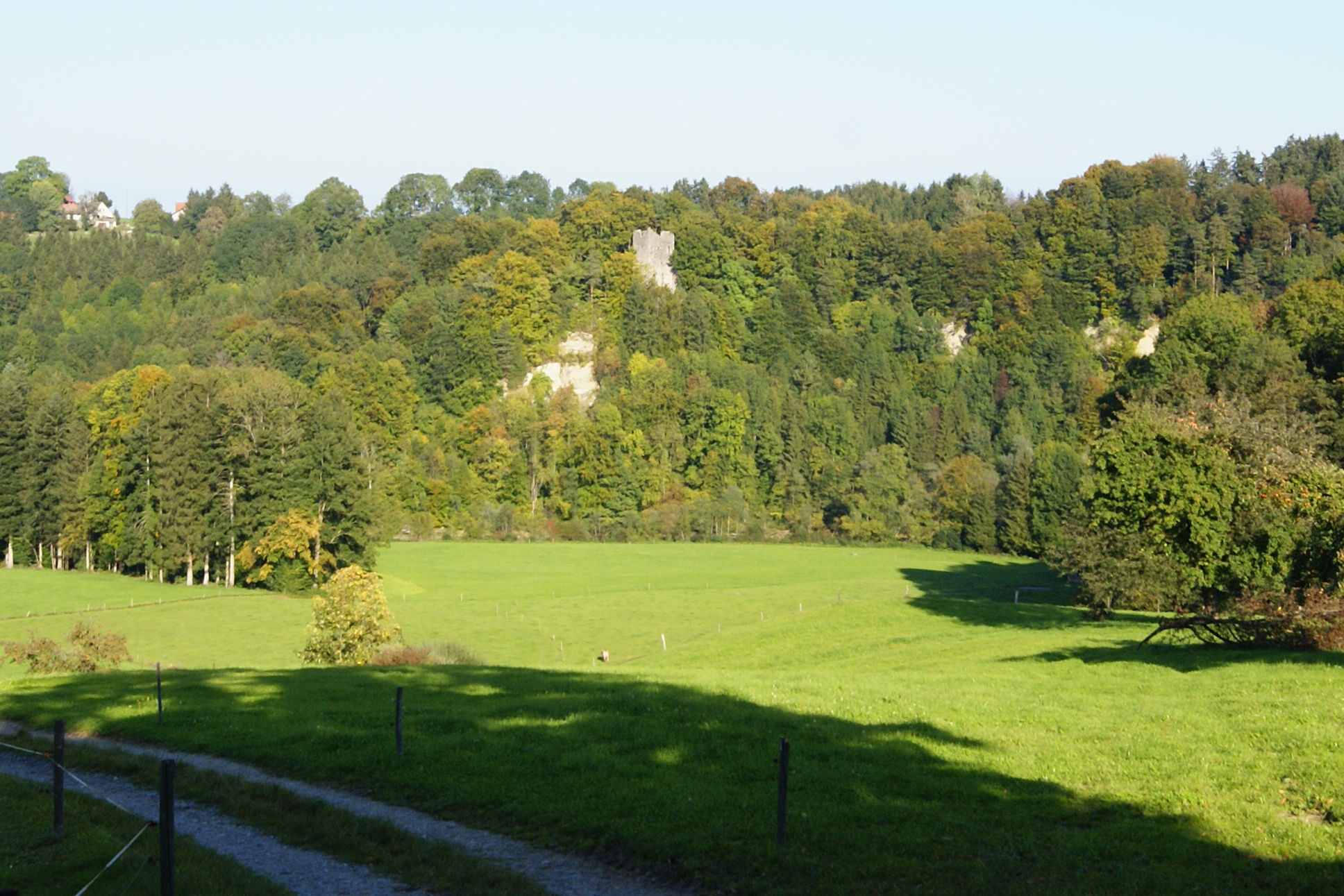
Blick von Süden auf die Ruine Alt-Ramschwag